# Diplycosia amboinensis
Diplycosia amboinensis är en ljungväxtart som beskrevs av Odoardo Beccari. Diplycosia amboinensis ingår i släktet Diplycosia och familjen ljungväxter. Inga underarter finns listade i Catalogue of Life.